# Тайджюцу
Тайджюцу (яп. 体術, досл. «техніка тіла») — загальний термін японського бойового мистецтва, що означає будь-яку бойову навичку, техніку або систему бойового мистецтва, що використовує рухи тіла, які описуються як бойова навичка або система бою з порожніми руками. Тайджюцу є синонімом джіу-джітсу (метод ведення ближнього бою без зброї або зі слабкою зброєю). Слова «джіу-джітсу», «тайджюцу» і «явара» можуть використовуватися як взаємозамінні. Цей термін зазвичай використовується для позначення традиційного японського бойового мистецтва, але також використовується для позначення сучасних бойових мистецтв. Тайджюцу схоже на карате, але більше зосереджене на техніці тіла. Для опису бойового мистецтва зазвичай використовуються більш конкретні назви, ніж тайджюцу: дзюдо (фокусується на кидках, утриманні рівноваги та боротьбі), айкідо (фокусується на гармонізації, кидках та суглобових блокуваннях), а також карате та кенпо (фокусується на завдаванні ударів).

## Популярна культура
У японському аніме та манзі «Наруто» згадується тайджюцу як один з трьох основних методів нінджя, іншими є нінджюцу та ґенджюцу, засновані на японській буддійській та синтоїстській філософії Ґодай.